# 文村乡
文村乡，是中华人民共和国四川省广元市昭化区曾经下辖的一个乡。2019年12月，撤销文村乡，将原文村乡文村社区、银峰村、助国村、双龙村、党阳村所属行政区域划归柏林沟镇管辖，将原文村乡云台村、作功村、荣华村所属行政区域划归王家镇管辖。

## 行政区划
文村乡撤销前下辖以下地区：
双龙村、作功村、党阳村、助国村、荣华村、云台村和银峰村。